# اسفند (فیلم)
اسفند فیلمی ایرانی محصول ۱۴۰۳ به کارگردانی و نویسندگی دانش اقباشاوی است. این فیلم، محصول مشترک سازمان هنری رسانه‌ای اوج و بنیاد سینمایی فارابی است.

## خلاصه داستان
این فیلم که جزو فیلم‌های راه یافته در چهل و سومین دوره جشنواره فیلم فجر می‌باشد، به بخشی سرنوشت ساز از دوران جنگ ایران و عراق پرداخته است. در این فیلم موضوع به مشکلاتی اشاره می‌نماید که در بین بومیان استان خوزستان در جنگ و همچنین مشکلات میان رزمندگان ایران در جریان آن وجود داشته است. در این خلال، علی هاشمی با گفت و گو و تعامل با بومیان منطقه و خوزستان، موفقیتی در زمینه کاهش تنش‌ها و رفع چالش‌های موجود به دست می‌آورد و در پایان، بومیان عرب منطقه خود را به گونه‌ای خالصانه در خدمت انقلاب اسلامی و جنگ ایران-عراق قرار می‌دهند. از سویی دیگر، این فیلم به قسمتی از زندگی علی هاشمی، علی‌الخصوص دوره‌ای که در شناسایی و طرح‌ریزی عملیات خیبر حاضر بود، پرداخته است.

## بازیگران
| بازیگر              | نقش |
| ------------------- | --- |
| رضا مسعودی          |     |
| مهدی زمین پرداز     |     |
| سعید آل بو عبادی    |     |
| خیام وقار کاشانی    |     |
| محمدرضا عقدائی یزدی |     |
| یاسین مسعودی        |     |
| محمد عسگری          |     |

## عوامل دیگر
دیگر عوامل این فیلم سینمایی عبارتند از مدیر فیلمبرداری: سعید براتی، تدوین: اسماعیل علیزاده، آهنگساز: کارن همایونفر، مدیر صدابرداری: میثم کیامرثی، طراحی و ترکیب صدا: بهمن اردلان، اصلاح رنگ و نور: علی شعبانی و استودیو روشنا، طراح گریم: محسن ملکی، طراح صحنه و لباس: داریوش پیرو، دستیار اول کارگردان: جعفر نامنی، مدیر برنامه‌ریزی: مجتبی خادم‌زاده، مدیر جلوه‌های ویژه بصری: فرهاد یوسفی، عکاس: سمیه جعفری، روابط عمومی: علی سلمانزاده، مدیر تولید: طاهر امانی، مدیر تبلیغات: بهنام توفیقی